# Tarčin
Tarčin je naseljeno mjesto u sastavu općine Hadžići, Federacija Bosne i Hercegovine, BiH.

## Zemljopisni položaj
Nalazi se jugozapadno od Sarajeva, na putu i pruzi Sarajevo – Mostar, a povezan je gradskim prometom s 25 km udaljenom Ilidžom. Kroz mjesto prolaze rječice Bjelašnica i Korča koje se spajaju u Bijelu rijeku. Tarčin je makadamskim putem povezan s Kreševom, a asfaltnim putevima s nekoliko sela u okolini, s Japalacima, Raštelicom, Budmolićima, Suhodolom, Vukovićima i Korčom. Ponad Tarčina izdiže se Tmor-planina.
Pitomi brijegovi ispod visokog masiva Hranisave (dijela Bjelašnice) pružaju uvjete za razvoj turizma, posebno lovnog (Mehina Luka).
Kod Tarčina je podignuto prvo naselje zatvorenog tipa u BiH. Naselje zvano Sarajevo Resort Osenik je jugozapadno od Osenika. Podignuto je 2013. godine. Otvoreno je listopada 2015. godine. Usred naselja od 160 kuća čiji broj sve više raste nalazi se jezero. Kuće nisu bile ni nuđene na prodaju na arapskom tržištu, a reklama je najviše bilo u Kuvajtu. Svi vlasnici kuća su Arapi. Premda po zakonima BiH državljani arapskih država nemaju pravnu mogućnost kupnje nekretnina, zakon je zaobiđen tako što su za njih nekretnine kupile ovlaštene tvrtke. Od ostatka svijeta ograđeno je visokom ogradom i ima privatno osiguranje i ulaznu kapiju. Izvan sezone dopušten je obilazak samo u određenom terminu. Preko ljeta pun je Arapa i mjesno stanovništvo nije u njemu osim kao radno osoblje, jer Arapi se ne žele miješati s lokalnim stanovništvom, zbog svojih drukčijih običaja ponašanja, oblačenja, obavljanju molitava i drugom i ne žele biti ometani i da ih se čudno promatra.

## Stanovništvo
| Tarčin             |              |              |              |
| godina popisa      | 1991.        | 1981.        | 1971.        |
| Muslimani          | 413 (41,09%) | 339 (33,96%) | 321 (37,76%) |
| Srbi               | 246 (24,47%) | 263 (26,35%) | 302 (35,52%) |
| Hrvati             | 168 (16,71%) | 202 (20,24%) | 201 (23,64%) |
| Jugoslaveni        | 130 (12,93%) | 180 (18,03%) | 0            |
| ostali i nepoznato | 48 (4,77%)   | 14 (1,40%)   | 26 (3,05%)   |
| ukupno             | 1.005        | 998          | 850          |